# Heaven Can Wait (1943)
Heaven Can Wait (bra O Diabo Disse Não: prt O Céu Pode Esperar) é um filme norte-americano de 1943, do gênero comédia dramático-romântico-fantástica, dirigido por Ernst Lubitsch, com roteiro de Samson Raphaelson baseado na peça teatral Szueletesnap, de László Bús-Fekete.
Comédia elogiada pela crítica, Heaven Can Wait é o primeiro e único filme do diretor Ernst Lubitsch a ser rodado inteiramente em cores, além de ser seu último grande momento no cinema. O roteiro é baseado na peça Birthdays do teatrólogo húngaro radicado nos Estados Unidos Laszlo Bush-Fekete. Lubitsch dirige com seu famoso Lubitsch Touch, um misto agridoce de sofisticação, romance e sagacidade.
Heaven Can Wait deu a Lubitsch sua terceira e última indicação ao Oscar e concorreu em mais duas categorias: Melhor Filme e Melhor Fotografia (em cores). A película é considerada por Ken Wlaschin uma das dez melhores da carreira de Gene Tierney.
Apesar da homonímia, Heaven Can Wait (1978), dirigido e estrelado por Warren Beatty, não tem nada a ver com esta produção, sendo remake de Here Comes Mr. Jordan (1941).

## Sinopse
Ao morrer, Henry Van Cleve apresenta-se às portas do Inferno, que era para onde todas as pessoas o mandavam ir quando vivo. Ele é atendido por um gentil Satanás, que duvida que seus pecados o qualifiquem a entrar ali. Henry, então, relembra sua vida e suas mulheres, principalmente os 25 anos de casamento com Martha.

## Produção
O título provisório do filme foi de Birthday. Segundo o Los Angeles Herald-Examiner, Ginger Rogers foi considerada para o papel principal feminino. O diretor, Ernst Lubitsch, esperava contar com Joseph Cotten, Fredric March ou Rex Harrison, para desempenhar o papel de "Henry Van Cleve", mas o chefe de produção do estúdio, Darryl F. Zanuck, sugeriu a Lubitsch testar Don Ameche. 
Reginald Gardiner estava originalmente escalado para interpretar "Albert Van Cleve", e Simone Simon foi escalada para o papel de "Mademoiselle", mas, de acordo com o The Hollywood Reporter, ela deixou o elenco após divergências com a Fox, sendo assim, Signe Hasso foi emprestada da MGM para lhe substituir, e atriz Spring Byington também foi emprestada pelo estúdio para a produção. Em 10 de outubro de 1943, Don Ameche e Maureen O'Hara estrelaram uma versão radiofônica transmitida no programa Lux Radio Theatre.

## Elenco
| Ator/Atriz      | Personagem         |
| --------------- | ------------------ |
| Gene Tierney    | Martha             |
| Don Ameche      | Henry Van Cleve    |
| Charles Coburn  | Hugo Van Cleve     |
| Marjorie Main   | Senhora Strable    |
| Laird Cregar    | Sua Excelência     |
| Spring Byington | Bertha Van Cleve   |
| Allyn Joslyn    | Albert Van Cleve   |
| Eugene Pallette | E. F. Strable      |
| Signe Hasso     | Mademoiselle       |
| Louis Calhern   | Randolph Van Cleve |
| Helene Reynolds | Peggy Nash         |
| Aubrey Mather   | James              |
| Michael Ames    | Jack Van Cleve     |

## Prêmios e indicações
| Prêmio/evento | Categoria         | Recipiente       | Situação |
| ------------- | ----------------- | ---------------- | -------- |
| Oscar 1944    | Melhor filme      |                  | Indicado |
| Oscar 1944    | Melhor direção    | Ernst Lubitsch   | Indicado |
| Oscar 1944    | Melhor fotografia | Edward Cronjager | Indicado |